# 湯堯
湯堯（1897年—1962年），号子谷，安徽合肥人。中華民國陸軍副總司令。

## 生平
安徽武备学堂、陆军大学特别班第5期毕业。
先后任黄埔军校兵器教官、1930年任中央陆军军官学校辎重研究班学生队队长。1932年任国民政府训练总监部教育训练处副处长，1934年任第4集团军兵站总监部参谋长。
抗战时期任第32集团军参谋长，军事委员会后方勤务司令部参谋长，1944年底任中缅印战区后勤司令部副司令兼昆明补给区司令。
抗战胜利后，1946年任国防部参事室中将主任，1948年任陆军总司令部参谋长。1949年12月任陆军总司令部副总司令兼参谋长，并兼任第八兵团司令官，辖第八军和第二十六军。
1950年1月15日清晨，解放军进军云南中路军前卫第四兵团第十三军第37师副师长吴效闵率第110团从南宁地区向蒙自进军，14个昼夜行军2000里，于1月15日晚到达蒙自。夺取蒙自机场。切断了滇南国军的空中通道。1950年1月23日在云南元江被俘。
1962年在功德林战犯管理所病逝。